# Autogol
În sport, un autogol reprezintă un punct în favoarea echipei adverse marcat de un sportiv care a reușit să intoducă obiectul (mingea pentru fotbal, handbal, polo, etc. pucul la hockey) jocului în propria poartă. Mai simplu, autogolul este un gol marcat în propria poartă.
De obicei autogolurile sunt înscrise accidental, în timpul unui joc defensiv, dar, de asemenea pot rezulta și în urma unei pase nereușite înapoi către coechipieri. Totuși în istoria sportului, și în special a fotbalului au existat și cazuri în care jucătorii și-au marcat intenționat autogoluri.
Printre cele mai notabile autogoluri este cel înscris într-un meci dintre Barbados și Grenada, din 1994, când, la scorul de 2–1, echipa națională de fotbal a Barbadosului și-a marcat intenționat un autogol pentru a trimite meciul în prelungiri, unde ulterior barbadienii au înscris golul de aur care le-a asigurat victoria la o diferență de două goluri de care aveau nevoie. Imediat după autogolul marcat în minutul 87, jucătorii naționalei Grenadei încercau și ei (nereușit) să marcheze un gol în propria poartă pentru a nu admite ca meciul să ajungă în prelungiri. 
Un alt caz notoriu, în anul 2002, într-un meci din campionatul Madagascarului, clubul AS Adema a învins echipa SO l'Emyrne cu scorul de 149–0, cei de la SO l'Emyrne marcându-și 149 de autogoluri în semn de protest față de deciziile de arbitraj din meciul lor precedent.
Un autogol celebru a reușit să înscrie și românul Bănel Nicoliță. Pe 1 noiembrie 2006, într-un meci din etapa a 4-a a Grupei E din Liga Campionilor 2005-2006 dintre Real Madrid și Steaua București, în minutul 70' al jocului, acesta a înscris un gol în propria poartă de la circa 20 de metri, dorind să-i paseze mingea portarului Cornel Cernea și neobservând că cel din urmă ieșise dintre buturile porții. Acesta a fost unicul gol al meciului, consemnând-o pe Real învingătoare cu 1–0. Autogolul a fost decisiv atât pentru Steaua cât și pentru Real, întrucât în urma acestui rezultat Real Madrid s-a calificat matematic în optimile Ligii Campionilor în detrimentul Stelei, care astfel a pierdut orice șansă teoretică de calificare. După meci presa din România, dar și din străinătate a calificat acest gol drept „ridicol”, „absurd” sau „prostesc”.